# Dienis Cyplenkow
Dienis Cyplenkow, ps. „Rosyjski Tytan” (ur. 10 marca 1982 w Krzywym Rogu) – sztangista i strongman, wielokrotny zwycięzca i laureat w kilku turniejach armwrestlingowych (siłowanie na ręce).
Pierwsze kroki w armwrestlingu stawiał pod koniec lat 90. W 2000 roku zdobył tytuł mistrza Europy na mistrzostwach w Turcji w kategorii wagowej do 70 kg. Z biegiem czasu zmienił kategorię wagową na superciężką (95 kg+). W 2002 roku przeniósł się do Moskwy i zaczął startować jako strongman w zawodach Power Extreme. Był wielokrotnym finalistą i zwycięzcą turniejów strongman, został też członkiem reprezentacji Rosji w tej dyscyplinie. Rozpoczął też starty w komercyjnych turniejach siłowania na rękę. W 2008 zaczął współpracę z trenerem Kote Razmadze, który ukierunkował jego treningi pod kątem armwrestlingu.

## Osiągnięcia sportowe
2010 – Puchar Świata Zawodowców w Armwrestlingu Nemiroff World Cup
- mistrz prawej ręki w kat. 95 kg+
- mistrz lewej ręki w kat. 95 kg+
- mistrz lewej ręki w kat. open
- mistrz prawej ręki w kat. open

2009 Puchar Świata Zawodowców w Armwrestlingu Nemiroff World Cup
- mistrz prawej ręki w kat. 95 kg+
- mistrz lewej ręki w kat. 95 kg+
- 7. miejsce – prawa ręka w kat. open
- mistrz lewej ręki w kat. open

## Aktualne wymiary
Wzrost: 186 cm
Waga: 140 kg
Obwód bicepsa: 62 cm
Obwód przedramienia: 57 cm
Obwód nadgarstka: 24 cm
Obwód klatki piersiowej: 145 cm
Obwód w pasie: 103 cm
Obwód uda: 75 cm
Obwód łydki: 50 cm

## Rekordy życiowe
- wyciskanie sztangi na klatkę: 290 kg
- prasa ramię: 180 kg
- przysiad ze sztangą: 320 kg
- martwy ciąg: 340 kg[1]